# Удовлетворение

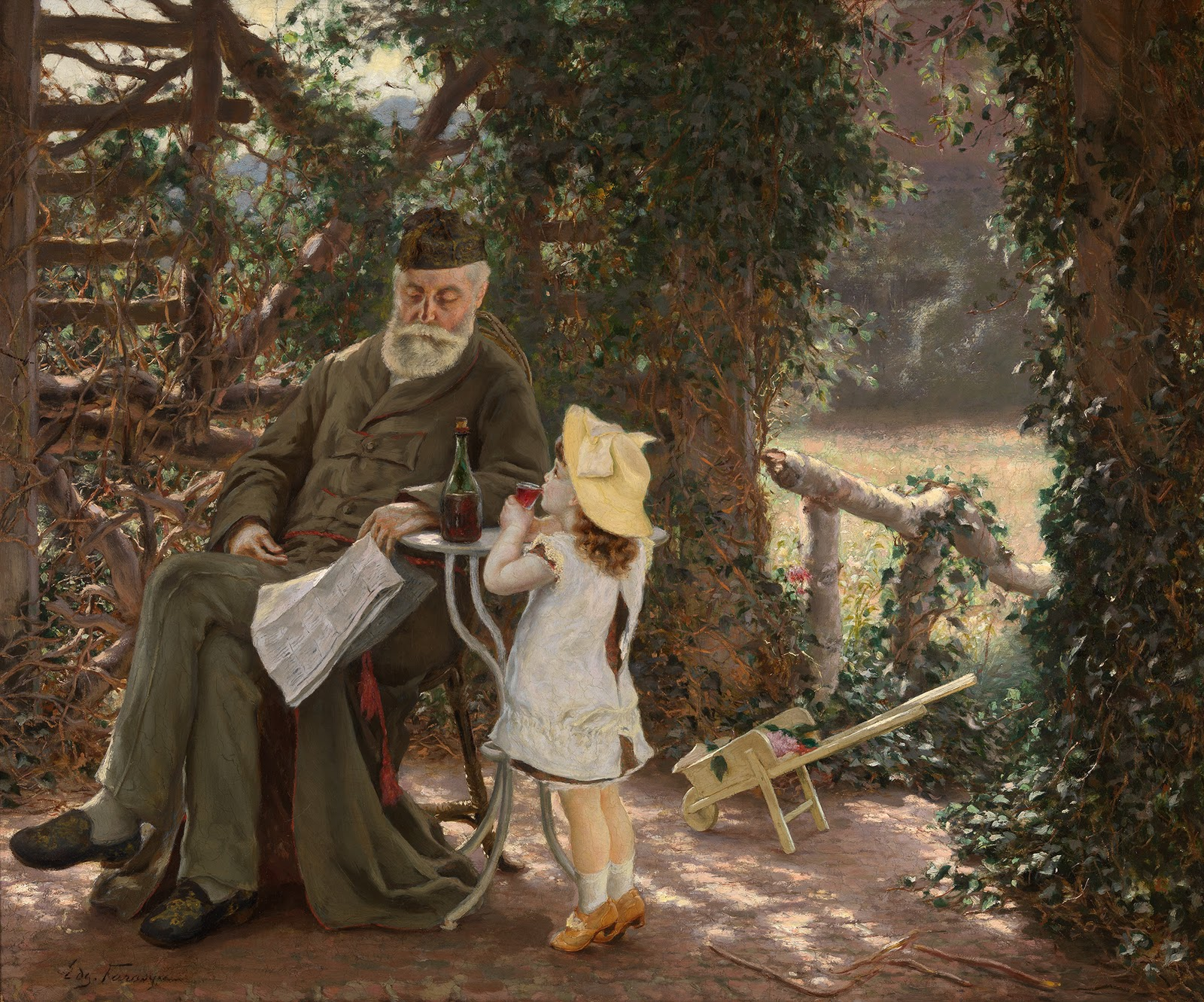
«Человеческая удовлетворенность» Эдгарда Фарасина.

Удовлетворе́ние является эмоциональной реакцией на счастье, душевным ответом на исполненное желание или цель. 
Чувство удовлетворения обычно возникает и проявляется при достижении крупной цели, и термин обычно ассоциируется именно с такими случаями.
Умение давать приоритет долгосрочным целям над более близкими, с умением отложить удовлетворение на время, как правило, рассматривается как добродетель. Критику поведения других людей может вызывать отсутствие этого качества.
Удовлетворение, как и все эмоции, является мотивацией к поведению и, таким образом, играет значительную роль в человеческих социальных системах.
Человеческое поведение, по которому единственным мотивом человеческих действий является удовлетворение личных потребностей, то есть стремление к личному благополучию — эгоизм моральный, или практический.

## Виды
Итальянский философ Бенедетто Кроче рассматривал четыре вида удовлетворения:
- обычное (гедонистическое);
- моральное (soddisfazione etica);
- интеллектуальное (soddisfazione intellettuale);
- эстетическое (soddisfazione estetica)[2].